# Липненська сільська рада (Любарський район)
Липненська сільська рада — колишня адміністративно-територіальна одиниця та орган місцевого самоврядування у Любарському і Дзержинському районах Житомирської і Бердичівської округ, Вінницької й Житомирської областей Української РСР та України з адміністративним центром у с. Липне.

## Населені пункти
Сільській раді були підпорядковані населені пункти:
- с. Липне
- с. Кутище

## Населення
Кількість населення ради, станом на 1923 рік, становила 1 678 осіб, кількість дворів — 268.
Відповідно до перепису населення СРСР, станом на 17 грудня 1926 року, чисельність населення ради становила 2 798 осіб, з них, за статтю: чоловіків — 1 356, жінок — 1 442; етнічний склад: українців — 2 754, євреїв — 10, поляків — 28, інших — 6. Кількість господарств — 650, з них, несільського типу — 8.
Відповідно до результатів перепису населення СРСР, кількість населення ради, станом на 12 січня 1989 року, становила 1 436 осіб.
Станом на 5 грудня 2001 року, відповідно до перепису населення України, кількість мешканців сільської ради становила 1 312 осіб.

## Склад ради
Рада складалася з 16 депутатів та голови.

### Керівний склад сільської ради
| ПІБ                    | Основні відомості                                                 | Дата обрання | Дата звільнення |
| ---------------------- | ----------------------------------------------------------------- | ------------ | --------------- |
| Присяжнюк Марія Яківна | Сільський голова, 1957 року народження, освіта, позапартійна      | 26.03.2006   | 31.10.2010      |
| Присяжнюк Марія Яківна | Сільський голова, 1957 року народження, освіта вища, позапартійна | 31.10.2010   |                 |

Примітка: таблиця складена за даними джерела

## Історія
Створена 1923 року в с. Липне Ново-Чорторийської волості Полонського повіту Волинської губернії. 12 січня 1924 року, відповідно до рішення Волинської ГАТК (протокол № 6/1 «Про зміни в межах округів, районів і сільрад»), до складу ради приєднано с. Кутище та хутір Зав'язуна ліквідованої Кутищенської сільської ради Любарського району. Станом на 15 червня 1926 року в підпорядкуванні числився х. Гербіївка. 4 вересня 1928 року с. Кутище та х. Зав'язуна передано до складу відновленої Кутищенської сільської ради. На 1 жовтня 1941 року х. Гербіївка не перебував на обліку населених пунктів.
Станом на 1 вересня 1946 року сільська рада входила до складу Любарського району Житомирської області, на обліку в раді перебувало с. Липне.
11 серпня 1954 року, відповідно до указу Президії Верховної ради Української РСР «Про укрупнення сільських рад по Житомирській області», до складу ради приєднано с. Кутище ліквідованої Кутищенської сільської ради Любарського району.
На 1 січня 1972 року сільська рада входила до складу Любарського району Житомирської області, на обліку в раді перебували села Кутище та Липне.
Припинила існування 20 листопада 2017 року через об'єднання до складу Любарської селищної територіальної громади Любарського району Житомирської області.
Входила до складу Любарського (7.03.1923 р., 4.01.1965 р.) та Дзержинського (30.12.1962 р.) районів.